# Agrupación Republicana de Trabajadores
L'Agrupación Republicana de Trabajadores va ser un partit polític federal i revolucionari creat el febrer de 1932 per Antonio Jiménez, qui, poc abans, havia estat exclòs de l'Extrema Esquerra Federal. En el seu projecte polític, va buscar establir aliances amb formacions com el Bloc Català d'Esquerres, amb la intenció de construir una plataforma d'extrema esquerra, un moviment que també incloïa l'Extrema Esquerra Republicana, en què sembla que Jiménez va integrar-se l'any següent. Entre les figures destacades d'aquesta agrupació hi havia Manuel Montero i Manuel Mayol..